# Laureano Jaimes
Laureano José Jaimes (13 luglio 1961) è un ex calciatore venezuelano, di ruolo centrocampista.

## Caratteristiche tecniche
Giocava come centrocampista; poteva ricoprire varie posizioni della linea mediana.

## Carriera

### Club
Esordì nella prima squadra del Táchira nel 1981: alla sua prima stagione vinse il titolo nazionale. Replicò il successo nel 1984 e nel 1986; nel 2000 si ritirò, dopo aver vinto il 4º campionato nazionale. È stato per oltre 10 anni detentore del record di gare giocate con il Táchira, con 343 presenze, fino al febbraio 2012, allorché fu superato da Gerzon Chacón.

### Nazionale
Giocò 13 partite tra il 1985 e il 1995. Convocato alla Copa América 1989, giocò da titolare nel ruolo di centrocampista centrale. Nella Copa América 1991, giocò tutte le 4 partite della sua Nazionale.

## Palmarès

### Club

#### Competizioni nazionali
- Campionato venezuelano: 4

Deportivo Táchira: 1981, 1984, 1986, 1999-2000